# Popado, popado
Popado, popado (1986) jsou dvě malé desky (EP) Dagmar Andrtové-Voňkové. Album obsahuje čtyři písně, které byly nahrávány současně s debutovým LP a se singlem Tvůj byl jsem orel/Desatero noh. Deska Popado, popado z nich vyšla nejdříve, již na podzim roku 1986. Grafické zpracování je obdobné jako u zmíněného singlu.
Album obsahuje jednu autorskou píseň Dagmar Andrtové-Voňkové (Z Vihorlatu) a tři písně, kde Andrtová-Voňková upravila lidový text a složila melodii.
V písni Z Vihorlatu hraje Andrtová-Voňková na grumle (v předehře a v pomlkách mezi zpěvem), v ostatních se doprovází na kytaru.

## Písně
1. Popado, popado
2. Z Vihorlatu
3. Makovice
4. Tam v Sihoti

## Reedice
Album vyšlo v reedici na CD v rámci kolekce Milí moji (2004, Indies Records). Oproti originálu chybí v písni Z Vihorlatu devadesátivteřinová předehra na grumle, píseň byla takto zkrácena na přání autorky.